# Svätá Mária
Svätá Mária (em húngaro: Bodrogszentmária) é um município da Eslováquia, situado no distrito de Trebišov, na região de Košice. Tem 12,94 km² de área e sua população em 2018 foi estimada em 563 habitantes.

## Demografia
| Ano:        | 1994 | 2004   | 2014   | 2024    |
| ----------- | ---- | ------ | ------ | ------- |
| Broj ljudi: | 585  | 618    | 572    | 502     |
| Razlika:    |      | +5,64% | -7,44% | -12,23% |

| Ano:               | 2023 | 2024   |
| ------------------ | ---- | ------ |
| Número de pessoas: | 509  | 502    |
| Diferença:         |      | -1,37% |